# Дебелт
Дебелт (болг. Дебелт) — село в Болгарии. Находится в Бургасской области, входит в общину Средец. Население составляет 2002 человека (2022).

## Политическая ситуация
В местном кметстве Дебелт, в состав которого входит Дебелт, должность кмета (старосты) исполняет Желязко Димитров Неделчев (Болгарская социалистическая партия (БСП)) по результатам выборов.
Кмет (мэр) общины Средец — Тодор Пройков Станчев (Болгарская социалистическая партия (БСП)) по результатам выборов.